# Cryptocheiridium subtropicum
Cryptocheiridium subtropicum är en spindeldjursart som först beskrevs av Albert Tullgren 1907.  Cryptocheiridium subtropicum ingår i släktet Cryptocheiridium och familjen dvärgklokrypare. Inga underarter finns listade i Catalogue of Life.